# Ruta general para el período de transición

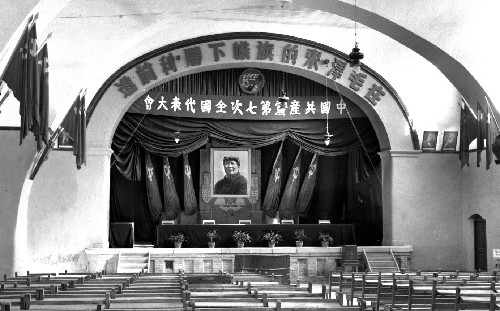
Séptimo Congreso Nacional del Partido Comunista de China

Ruta general para el período de transición fue la propuesta del Buró Político del Comité Central del Partido Comunista de China dada el 15 de junio de 1953 y oficialmente adaptada en la Cuarta Sesión Plenaria del Séptimo Congreso Nacional del Partido Comunista de China en febrero de 1954. La “ruta general” tenía como objetivo iniciar la transición de la nueva democracia al socialismo. La esencia de la “ruta general” era permitir que el estado controle todos los medios de producción.